# 短所
| ウィキペディアには「短所」という見出しの百科事典記事はありません（タイトルに「短所」を含むページの一覧/「短所」で始まるページの一覧）。 代わりにウィクショナリーのページ「短所」が役に立つかもしれません。 |